# Sint-Martinuskerk (Westmalle)

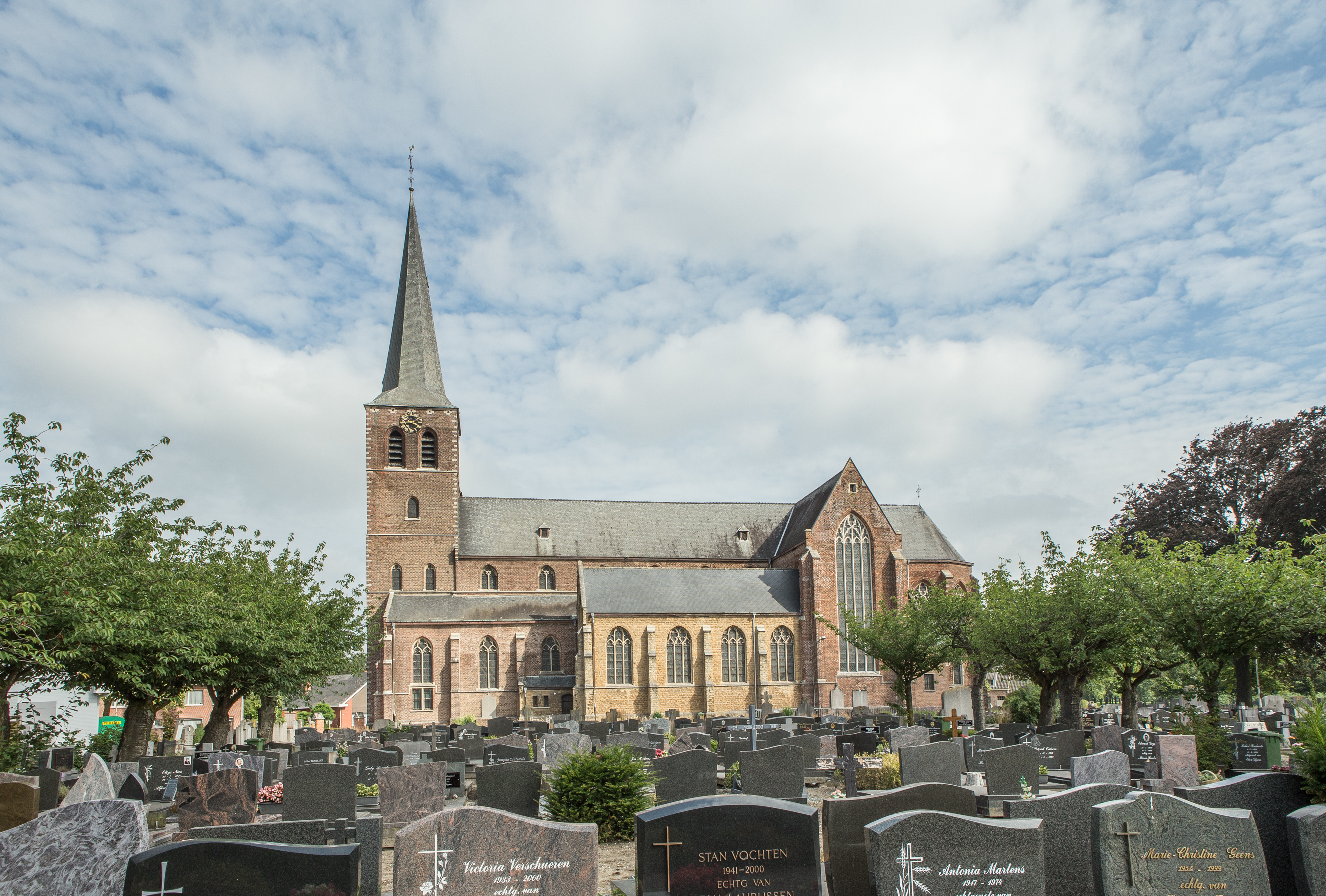
Sint-Martinuskerk

De Sint-Martinuskerk is de parochiekerk van de tot de Antwerpse gemeente Malle behorende plaats Westmalle, gelegen aan de Kasteellaan 32.

## Geschiedenis
Een voorganger van de huidige kerk is de kapel van het Kasteel van Westmalle. Deze werd in de 15e eeuw verwoest. Einde 15e eeuw werd een nieuwe kerk gebouwd waarvan slechts de doopkapel en de sacristie bleven bewaard. De grafkapel is vermoedelijk 16e-eeuws. Hierin bevindt zich het alliantiewapen van de families Van der Molen en de Cotereau. Ook is er het epitaaf van Hendrik de Cotereau.
De zeshoekige toren werd in 1757 door brand verwoest. In 1760 werd een nieuwe toren gebouwd in opdracht van de Sint-Bernardusabdij.
In 1822 werd de kerk door blikseminslag en brand getroffen en in 1869 was er aanzienlijke stormschade. In 1902-1905 werd de kerk aanzienlijk vergroot en werd een nieuwe toren gebouwd op 20 meter ten westen van de oude. Op 8 juni 1915 brandde de kerk opnieuw af. Herbouw in 1926-1927 vond plaats onder leiding van V. Lenaerts. Hierbij werd de kerk vergroot met twee zijbeuken.

## Gebouw
Het betreft een georiënteerde bakstenen driebeukige kruiskerk met ingebouwde westtoren. De kerk is in neogotische stijl. Enkele overblijfselen uit de 15e en 16e eeuw zijn nog aanwezig, met name de grafkelder. Over de helft van de lengte van het schip zijn nog twee extra zijbeuken toegevoegd. De toren op vierkante plattegrond heeft vier geledingen en wordt gedekt door een ingesnoerde naaldspits. Het kerkschip wordt overkluisd door een spitstongewelf.